# أرمان مالك
أرمان مالك هو مغني وممثل هندي ولد في 22 يوليو 1995.

## روابط خارجية
- أرمان مالك على موقع IMDb (الإنجليزية)
- أرمان مالك على موقع ميوزك برينز (الإنجليزية)
- أرمان مالك على موقع أول ميوزيك (الإنجليزية)
- أرمان مالك على موقع ديسكوغز (الإنجليزية)
- أرمان مالك على موقع قاعدة بيانات الفيلم (الإنجليزية)